# Vladimir Kafelnikov
Pour les articles homonymes, voir Kafelnikov.
Vladimir Iourievitch Kafelnikov (en russe : Владимир Юльевич Кафельников) est un trompettiste classique ukrainien et russe né le 23 août 1951 à Kertch en Crimée.

## Biographie
Né en Crimée, Vladimir Kafelnikov étudie la trompette au Conservatoire de Kiev. Il occupe le pupitre de trompette solo de l'Opéra de Kiev de 1970 à 1980, puis de l'Orchestre philharmonique de Leningrad (aujourd'hui Saint-Pétersbourg) de 1980 à 1990, et enfin de l'Orchestre national de Bordeaux-Aquitaine de 1991 à 2012.